# Наспищи
Наспищи (Борисо-Глебское) — деревня в Страховском сельском поселении Заокского района Тульской области.

## География
Расположена на речке Скнижка. Расстояние до районного центра Заокский и железнодорожной станции Тарусская — 5 км, Алексина — 30 км, Тулы — 57 км, Москвы — 120 км. Ближайшая железнодорожная платформа станция Тарусская Московской железной дороги Курского направления.

## Этимология
По преданию, село своё название получило от четырёх-угольной насыпи, находящейся на краю села, близ речки Скнижка. Эта существовавшая насыпь, а также идущий от неё вдоль речки высокий длинный бугор, наподобие земляного вала, составляли когда-то остатки укреплений. В народе это место называлось ещё городище. От этой насыпи селение могло получить название Насыпищи, которое для удобства произношения сократилось до Наспище.
Второе название Борисо-Глебское село получило от имевшейся церкви в честь князей Бориса и Глеба.

## История
Село упомянуто в писцовых книгах Алексинского уезда 1627 года, как деревня Наспище на Осине болоте, с двором помещика и девять дворовых мест, пашни паханной 1 четь да перелогу 139 четей в поле, поле под сено на 150 копен, да косят по оврагам вокруг Осина болота 260 копен.
По переписи 1678 года в деревне отмечены крестьяне литовцы, их потомки переписаны в селе в 1727 году. По ревизии 1764 года в деревне было 60 человек мужского пола.
В состав прихода, кроме села входили деревни: Нечаево, Тайдаково, Рязаново и Екатериновка, с общим числом прихожан 348 человек мужского пола и 343 женского.
С 1891 года в селе имелась школа грамоты.

## Борисо-Глебская церковь
Время возникновения прихода неизвестно. По преданию, деревянный приходской храм в селе был уже четвёртым и построен в 1779 году в честь святых князей Бориса и Глеба, с приделом Николая Чудотворца. Храм выстроен на средства прихожан, при особом участии капитана Баскакова. Штат церкви состоял из священника и псаломщика. Имелась церковная земля: усадебной — 3 десятины, полевой и сенокосной — 100 десятин.
До настоящего времени храм не сохранился.